# Zbigniew Komorowski (łyżwiarz figurowy)
Zbigniew Komorowski (ur. 1975–1976 w Sosnowcu) – polski łyżwiarz figurowy.

## Kariera
Komorowski urodził się w Sosnowcu w dzielnicy Zagórze prawdopodobnie w 1975 lub 1976 roku.
Chodził do Powiatowego Zespołu nr 2 Szkół Ogólnokształcących Mistrzostwa Sportowego i Technicznych w Oświęcimiu.
Pierwszy złoty medal zdobył w mistrzostwach Polski w kategorii juniorów w sezonie 91/92, dzięki któremu wziął udział w mistrzostwach świata w 1992 w Hull, w których zajął 14. miejsce. Drugi złoty medal wywalczył w mistrzostwach Polski, również w kategorii juniorów, w latach 92/93 – na mistrzostwach świata w Colorado Springs zdobył 13. miejsce w kwalifikacjach, czyli ostatecznie 26. pozycję, nie biorąc udziału w finale.
W mistrzostwach Polski w kategorii seniorów Komorowski był dwukrotnym złotym medalistą. Pierwszy złoty medal zdobył w Gdańsku w 1994 – zawody odbyły się w hali Olivia. Drugi złoty medal wywalczył w mistrzostwach w Oświęcimiu.
W europejskich mistrzostwach w łyżwiarstwie figurowym w 1994 w Kopenhadze zajął 18. miejsce, a w 1995 w Dortmundzie – 29. miejsce.
Wziął również udział w mistrzostwach świata w sezonie 93/94 – w Chibie zajął 31. pozycję.
Należał do klubu UKŁF Unia Oświęcim. Jego trenerką była Iwona Mydlarz-Chruścińska.
Karierę łyżwiarza figurowego zakończył prawdopodobnie po sezonie 1994/95 lub 95/96.

## Życie prywatne
Był żonaty z Magdaleną Kostrzewińską (siostrą żony Artura Partyki), z którą ma jednego syna.

## Osiągnięcia
| Zawody                      | 1991–92        | 1992–93        | 1993–94        | 1994–95        |
| Międzynarodowe              | Międzynarodowe | Międzynarodowe | Międzynarodowe | Międzynarodowe |
| --------------------------- | -------------- | -------------- | -------------- | -------------- |
| Mistrzostwa świata          |                |                | 31             |                |
| Mistrzostwa Europy          |                |                | 18             | 29             |
| Mistrzostwa świata juniorów | 14             | 26             |                |                |
| Krajowe                     |                |                |                |                |
| Mistrzostwa Polski          | 1 J            | 1 J            | 1              | 1              |